# Inindo: Way of the Ninja
Inindo: Way of the Ninja (伊忍道 打倒信長?, Inindo: Datou Nobunaga) è un videogioco di ruolo del 1991 sviluppato da Koei. Pubblicato per diversi home computer, il videogioco ha ricevuto una conversione per Super Nintendo Entertainment System, distribuita in Giappone come Super Inindo: Datou Nobunaga (スーパー伊忍道 打倒信長?).

## Trama
Ambientato nel periodo Sengoku, il protagonista è un ninja appartenente ad un clan spazzato via dagli uomini di Oda Nobunaga.

## Modalità di gioco
Inindo: Way of the Ninja è un videogioco di ruolo con visuale in terza persona e combattimenti a turni.